# Дух мщения
«Дух мще́ния» (англ. The Wraith) — американский художественный фильм 1986 года. Первый показ состоялся в октябре 1986 года на международном кинофестивале в Токио. В США фильм вышел в прокат 21 ноября 1986 года, но очень ограничено (всего 88 экранов).

## Сюжет
В маленьком городке Брукс в степях штата Аризона долгое время бесчинствует банда гонщиков, возглавляемая Паккардом Уолшем. Они останавливают на дороге проезжающих водителей и заставляют их участвовать в гонке, ставка в которой — машина проигравшего. Они не брезгуют ничем — разбои, грабежи и даже убийство, — и никто не решается перейти им дорогу. 
В городе проездом останавливается колесящий на мотоцикле молодой парень Джейк Кейси, который знакомится с официанткой из придорожной закусочной Кери Джонсон. Джейк начинает оказывать ей знаки внимания, и хотя он ей очень нравится, но Кери предупреждает его, что Паккард возомнил, будто она его девушка, и поэтому она боится, что Джейк может пострадать. Параллельно Джейк знакомится с коллегой Кери Билли Хэнкинсом, который рассказывает ему, что Кери была девушкой его брата Джейми. Однажды ночью на пару напали и Джейми убили, но тело так и не было найдено — Кери оглушили и она очнулась только на следующий день на пустынном шоссе, но от шока она не запомнила ничего, что бы могло идентифицировать убийц.       
На трассе появляется футуристический чёрный автомобиль, «турбо-перехватчик», водитель которого, облачённый в чёрный гоночный комбинезон и чёрный шлем с непрозрачным забралом, бросает вызов банде. Первым с ним потягаться в гонке решает Огги Фишер, но в процессе «турбо-перехватчик» неожиданно уходит далеко вперёд. Когда Огги выезжает на повороте, то неожиданно видит «турбо-перехватчик», стоящий поперёк дороги, и врезается в него. Машина с ним взрывается, но позже его труп найден совершенно не обгоревшим, хотя и с выжженными глазами, а следов «турбо-перехватчика» не обнаружено. Таинственное убийство начинает расследовать местный шериф Лумис, который давно точит зуб на банду Паккарда, но ограничен законом. 
Таинственный мститель наносит визит в гаражный сарай банды, где никого не убивает, но расстреливает всё оборудование. В какой-то момент технарь банды Рагхед видит лицо мстителя за забралом и приходит в ужас. Через какое-то время в гонку с мстителем вступает другой члены банды Минти и исход гонки разыгрывается по тому же сценарию. Лумис пытается выследить «турбо-перехватчик», но тому удаётся буквально раствориться в воздухе. Отношения Джейка и Кери продолжают развиваться, хотя Кери и признаётся, что это из-за того, что Джейк похож на Джейми. Джейк пытается убедить Кери, что рано или поздно ей придётся дать Паккарду отпор, чтобы избавиться от повиновения ему.    
Два других членах банды, неадекватные наркоманы Скэнк и Гаттербой, погибают, когда «турбо-перехватчик» врезается в гараж, устраивая взрыв. Прибывший на место Лумис находит сильно напуганного Рагхеда, который сообщает ему, что у мстителя лицо Джейми Хэнкинса, а затем кается: в ту ночь он видел, как Паккард и его банда запихнули чьё-то тело в багажник машины и столкнули ту в овраг, а напоследок Паккард выстрелил в её бензобак и та взорвалась. Рагхед не знал, кем был убитый, но всё понял, когда Джейми объявили пропавшим без вести.
Оставшийся теперь один Паккард, прибывающий в ярости (потому что он видел, как Кери целовалась с Джейком), силой уводит Кери с её работы — Билли пытается заступиться за неё, но Паккард избивает его, напоследок говоря, что с Билли может случиться то же, что и с его братом, чем в итоге себя компрометирует. Когда он привозит Кери в степь и подбивает её сбежать из города, та говорит, что у Паккарда не получится заставить её полюбить его даже силой, а затем вынуждает его признаться в том, что это он убил Джейми. Их выяснение отношений прерывает появившийся «турбо-перехватчик» и Паккард решает теперь сам вступить с ним в гонку, которая заканчивается аналогичным образом — «турбо-перехватчик» вырывается далеко вперёд, а затем Паккард видит посреди дороги мстителя и решает задавить его, но в итоге врезается в сам «турбо-перехватчик». Прибывший на место Лумис говорит своему помощнику, что не станет преследовать мстителя, потому что его ничто не остановит, а также потому, что «в банде Паккарда больше некого убивать». 
«Турбо-перехватчик» приезжает к дому Кери и на её глазах мститель преображается в Джейка, но затем она понимает, что всё это время это был таинственным образом воскресший из мёртвых Джейми. Он зовёт её уехать с ним из города, но перед отъездом наведывается в закусочную к Билли, где дарит тому ключи от «турбо-перехватчика». Когда ошарашенный Билли спрашивает «Кто же ты такой, братан?», Джейк напоминает, что Билли только что сам ответил на этот вопрос, садится на свой мотоцикл и уезжает. Билли в восхищении осматривает «турбо-перехватчик», после чего до него доходит истина и он в отчаянии кричит в пустоту, зовя брата по имени.
Лумис в отдалении наблюдает за тем, как Джейк подбирает Кери, после чего они вдвоём едут по пустынному шоссе под огромной луной, оставляя прошлое позади.

## В ролях
- Чарли Шин — Джейк/Дух мщения
- Шерилин Фенн — Кэрри Джонсон
- Ник Кассаветис — Паккард Уолш
- Рэнди Куэйд — Шериф Лумис
- Мэтью Барри — Билли

## Саундтрек
- Tim Feehan — «Where’s the Fire»
- Ozzy Osbourne — «Secret Loser»
- Stan Bush — «Hearts vs. Heads»
- Ian Hunter — «Wake Up Call»
- Mötley Crüe — «Smokin' in the Boys Room»
- Robert Palmer — «Addicted to Love»
- Nick Gilder — «Scream of Angels»
- Lion — «Power Love»
- Honeymoon Suite — «Those Were the Days»
- Lion — «Never Surrender»
- Bonnie Tyler — «Matter of the Heart»
- LaMarca — «Hold on Blue Eyes»
- Billy Idol — «Rebel Yell»
- Jill Michaels — «Young Love, Hot Love»
- James House — «Bad Mistake»

## Производство
Съёмки прошли с января по апрель 1986 года. Чарли Шин почти не участвовал в съёмочном процессе, так как ему нужно было уезжать на съёмки фильма «Взвод», поэтому все сцены с его участием были сняты за первые две недели съёмок. 
Автомобиль мстителя — Dodge M4S (PPG Turbo Interceptor), концепт-кар, не вышедший в серийное производство из-за высокой стоимости. Всего произведено 6 автомобилей, 4 из которых были разбиты во время съёмок этого фильма. Футуристическая пушка, из которой мститель разносит гараж Паккарда, это Franchi SPAS-12 со складным прикладом.
Фильм посвящён памяти Брюса Инграма, помощника оператора, который погиб во время съёмки одной из сцен погони — машина с кинокамерой, в которой он находился, в какой-то момент перевернулась .
На костюме мстителя на руках и ногах есть непонятные скобы, которые поочерёдно исчезают после смерти членов банды Паккарда. Хотя фильм этого толком не раскрывает, но режиссёр Майк Марвин пояснил в интервью, что это означает, что с каждым реализованным актом мести мститель становится сильнее.